# NGC 5713
NGC 5713 hay còn gọi bằng những cái tên khác là UGC 9451, PGC 52412, VIII Zw 447, là tên của một thiên hà bất thường, bất đối xứng nằm trong chòm sao Xử Nữ. Mặc dù được phân loại là một thiên hà xoắn ốc bởi nhiều danh sách các thiên hà nổi tiếng, thế nhưng NGC 5713 thì khác hẳn so với những hiên hà xoắn ốc bình thường. Trong khi nhiều thiên hà khác có những trục xoắn ốc hoặc là sợi xoắn ốc thì nó chỉ có một trục xoắn ốc duy nhất có thể nhìn thấy được ở trên đĩa thiên hà. Điều đó làm cho nó trở thành một thiên hà loại Magellanic. Bên cạnh đó, NGC 5713 còn có sự tương tác lực hấp dẫn với một thiên hà gần đó tên là NGC 5719. Có lẽ vì sự tương tác này mà cấu trúc của nó bất thường.
Bên cạnh đó, NGC 5713 là thiên hà nằm ở giữa một nhóm nhỏ các thiên hà xoắn ốc, nó bao gồm: NGC 5691, NGC 5705 và NGC 5719.

## Sự hình thành sao
So sánh với những thiên hà gần đó thì sự hình thành sao bên trong NGC 5713 có mức hoạt động rất mãnh liệt. Có lẽ nó liên quan đến sự tương tác lực hấp dẫn với thiên hà NGC 5719. Dường như nó làm cho quỹ đạo của những đám mây khi bên trong NGC 5713 bị nhiễu loạn làm cho chúng va chạm vào nhau làm cho những đám mây bị sụp đổ rồi hình thành những ngôi sao mới.

## Dữ liệu hiện tại
Theo như quan sát, đây là thiên hà nằm trong chòm sao Xử Nữ. Và dưới đây là một số dữ liệu khác của nó:
- Xích kinh 14h 40m 11.5s[1]
- Độ nghiêng −00° 17′ 21″[1]
- Dịch chuyển đỏ (Redshift) 1899 ± 7 km/s[1]
- Độ lớn biểu kiến 12.1[1]
- Loại thiên hà SAB(rs)bc pec[1]
- Kích thước biểu kiến 2′.8 × 2′.5[1]